# Lorenzo de Aguirre

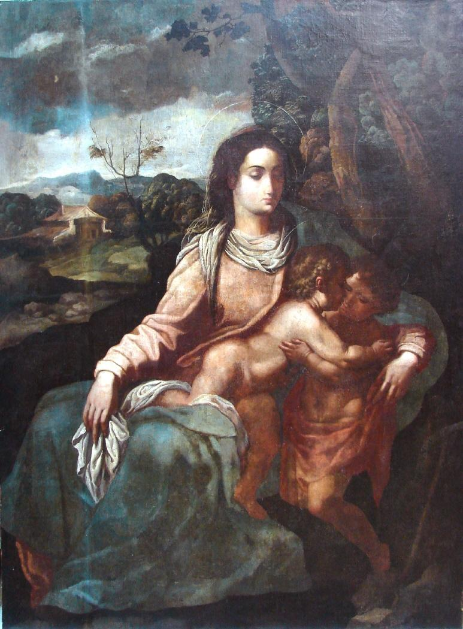
La Virgen con el Niño y san Juanito, óleo sobre lienzo, 167 x 123 cm, Museo de Guadalajara. Firmado «Lzº Aguirre».

Lorenzo de Aguirre fue un pintor barroco español, seguidor de Vicente Carducho, documentado en Madrid entre 1612 y 1625.
Actuando en nombre y representación de Vicente Carducho, Eugenio Cajés y consortes, entre ellos Francisco López, Fabrizio Castello y Julio César Semín, en agosto de 1612 firmó con Pedro José Tapia, nombrado por el rey, la tasación de las pinturas que los citados habían realizado en el Palacio Real de El Pardo. El precio fijado en su tasación resultó tan elevado que en defensa de los intereses de la corona los miembros de la Junta de Obras y Bosques reclamaron una segunda tasación, para la que fue llamado Pedro Lorfelín, residente en Zaragoza, que rebajó el precio hasta casi la mitad. Aun se hizo una tercera, sobre la que tampoco hubo acuerdo, y Aguirre hubo de defenderse de la sospecha de connivencia.
Otro testimonio de la relación que lo unía a Carducho se obtiene del documento firmado conjuntamente el 31 de abril de 1614 por el que los dos pintores se comprometían a pagar conjuntamente 3 087 reales por 252 madejas de oro y plata hilados en Milán.
En 1615 Vicente Carducho y Eugenio Cajés le cedieron una tercera parte del trabajo que tenían contratado en la capilla del Sagrario de la catedral de Toledo, donde se encargó de los grutescos que decoran la bóveda del antesagrario. Son estas pinturas junto con La Virgen con el Niño y san Juanito del Museo de Guadalajara y un óleo con Santa Paula fechado en 1625 y conservado en el Museo de Segovia, cuanto se conoce de su trabajo pictórico.
Las diferencias entre estos trabajos impiden fijar unas características estilísticas propias. La Virgen con el Niño y san Juanito del Museo de Guadalajara, que hasta su restauración se creyó obra de Francisco de Aguirre y podría proceder del convento del Carmen de Guadalajara, responde a modelos manieristas italianos de remoto origen leonardesco o rafaelesco según la interpretación que de ellos hizo Johannes Rottenhammer y grabó en una muy divulgada y copiada estampa Aegidius Sadeler, sustituyendo Aguirre solo el espacio cerrado en el que se desarrolla la escena en la estampa por un paisaje abierto. Las Santa Paula, por su parte, procedente del ático de uno de los retablos colaterales del monasterio de Santa María del Parral de Segovia, donde debía sustituir a una pintura anterior de Carducho en la que estaba representado san Jerónimo, es obra más estrechamente vinculada al hacer de Carducho, de sobria composición e incipiente naturalismo.